# タラニス (小惑星)
タラニス (5370 Taranis) は、1986年9月2日にパロマー天文台のアラン・モーリーが発見したアモール群の木星横断小惑星である。木星と2:1の共鳴軌道の位置にある非常に珍しい小惑星である。
ケルト神話の神タラニスにちなんで命名された。